# Frédéric d'Ennetières
Frédéric-Joseph, marquis d'Ennetières et des Mottes, comte de Mouscron et d'Hulst, baron de Heule et de la Berlière, né le 5 septembre 1789 à Tournai et mort le 23 juillet 1875 à Duras, est un homme politique belge.

## Biographie
Frédéric d'Ennetières est le fils de Balthazar d'Ennetières, grand prévôt de Tournai, président du département de Jemappes, et de Rose de Sainte-Aldegonde. Il est le grand-père d'Adhémar d'Oultremont de Duras.

## Mandats et fonctions
- Bourgmestre de Houtaing (1819-1849)
- Sénateur par l'arrondissement de Tournai (1833-1843)
- Échevin de Houtaing (1858-1863)

## Sources
- Le Parlement belge, 1831-1894, p. 196.
- Stengers, De Paepe, Gruman, Index des éligibles au Sénat (1831-1893), Brussel, 1975.

- Ressource relative à plusieurs domaines :   - ODIS